# Hunter (Frankrijk)
Hunter is een historisch merk van motorfietsen.
Hunter was een Frans merk van 1932 tot 1935 lichte motorfietsen met 100cc-tweetaktmotoren maakte.